# Bustelo (Cinfães)
Bustelo (gelegentlich auch Bustelo da Lage) ist eine Ortschaft und ehemalige Gemeinde in Portugal.

## Geschichte
Der Ort entstand vermutlich im Verlauf der Reconquista. Erste einfache Stadtrechte erhielt der Ort 1118, im Zuge der Besiedlungbemühungen unter Königin Teresa von León. Bustelo blieb eine Gemeinde im Kreis Ferreiros de Tendais, bis zu dessen Auflösung 1855. Seither gehört Bustelo zu Cinfães.
Im Zuge der Gebietsreform 2013 wurde die Gemeinde aufgelöst und mit Alhões, Gralheira und Ramires zu einer neuen Gemeinde zusammengefasst.

## Verwaltung
Bustelo war eine Gemeinde (Freguesia) im Kreis (Concelho) von Cinfães, im Distrikt Viseu. Auf einer Fläche von 6,5 km² hatte sie 115 Einwohner (Stand 30. Juni 2011).
Im Zuge der kommunalen Neuordnung Portugals wurde Bustelo am 29. September 2013 mit Alhões, Gralheira und Ramires zur neuen Gemeinde União das Freguesias de Alhões, Bustelo, Gralheira e Ramires zusammengeschlossen. Sitz der neuen Gemeinde wurde Alhões, während die Gemeindeverwaltung in Bustelo als Bürgerbüro bestehen blieb.